# Bukovina (régió)

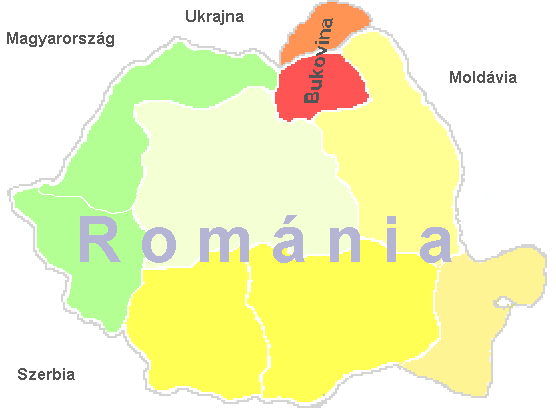
A történelmi Bukovina helye a mai Romániában és Ukrajnában

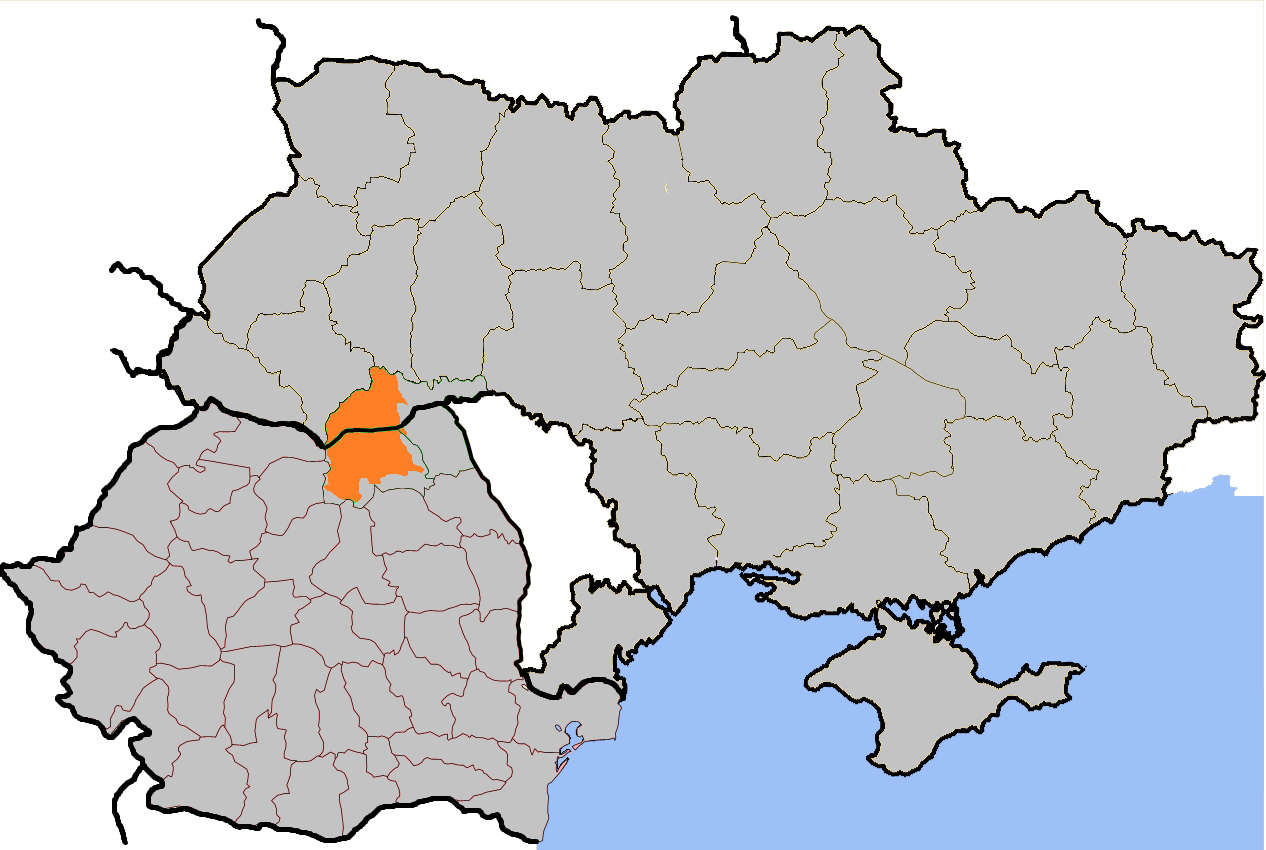
A románok nagyobb területet értenek Bukovina alatt

Bukovina (románul Bucovina, németül Bukowina) történelmi régió Kelet-Európában, amely a mai Románia és Ukrajna között van felosztva. Önállósággal soha nem rendelkezett, mindig valamely államnak volt a része.

## Története
Az 5. században avar fennhatóság alatt volt. A 7. századtól szlávok telepednek meg itt. A 9. századtól a 14. század elejéig a Kijevi Rusz, később Kijevi Nagyfejedelemség, illetve ennek jogutódja a Halicsi Fejedelemség fennhatósága alatt állt. (Halicsból ered Galícia, és a Vlagyimir fejedelemség nevéből Lodoméria.)
1349–1384 között északi fele (Halics részeként) a Lengyel királysághoz tartozott, időnként Moldva egészével együtt. A lengyel uralom idején a Moldvai Fejedelemség része volt, 1388-tól déli részén épült ki a moldvai fejedelem székhelye (Szucsáva). 1385–1569 között északi része mikor Moldva, mikor Lengyelország része. 1512-ben a Moldvai Fejedelemség névleg török fennhatóság alá került, vele együtt Bukovina teljes területe is. A török fennhatóság a déli részen 1541-ben szilárdult meg (akkor, amikor Budát is elfoglalta a török), az északi rész a lengyel királyság része lett.
Az 1764-es madéfalvi veszedelem után több ezer székely vándorolt ki Erdélyből Moldovába, és egy részük Bukovinában telepedett le. Ők a bukovinai székelyek.
1764-ben, III. Ágost lengyel király halála után felbomlott a szász-lengyel perszonálunió. 1772-ben történt Lengyelország első felosztása Poroszország, Ausztria és Oroszország között. Ekkor Bukovina északi része (Kelet-Galícia, azaz a "Galíciai és Lodomériai Királyság" részeként) Ausztriához került. 1775-ben az osztrákok és oroszok által vívott törökellenes háború eredményeként Ausztria megszerezte Moldva északi megyéjét (Suceava megye), így alakult ki Bukovina, mint önálló tartomány. 1775-ig az északi részen katonai közigazgatás működött, a résztartomány neve: Kreis Czernowitz volt. 1775-től az immár kiegészült tartomány hivatalos neve: Bukovinai Hercegség (Herzogtum Bukowina) lett. 1849. március 4-étől az Osztrák Császárság koronatartományává (Kronland) alakították.
A lakosság összetétele a sok uralomváltás miatt is vegyes képet mutatott. Délen túlnyomórészt románok, északon főleg ruszinok lakták, és lakják ma is.

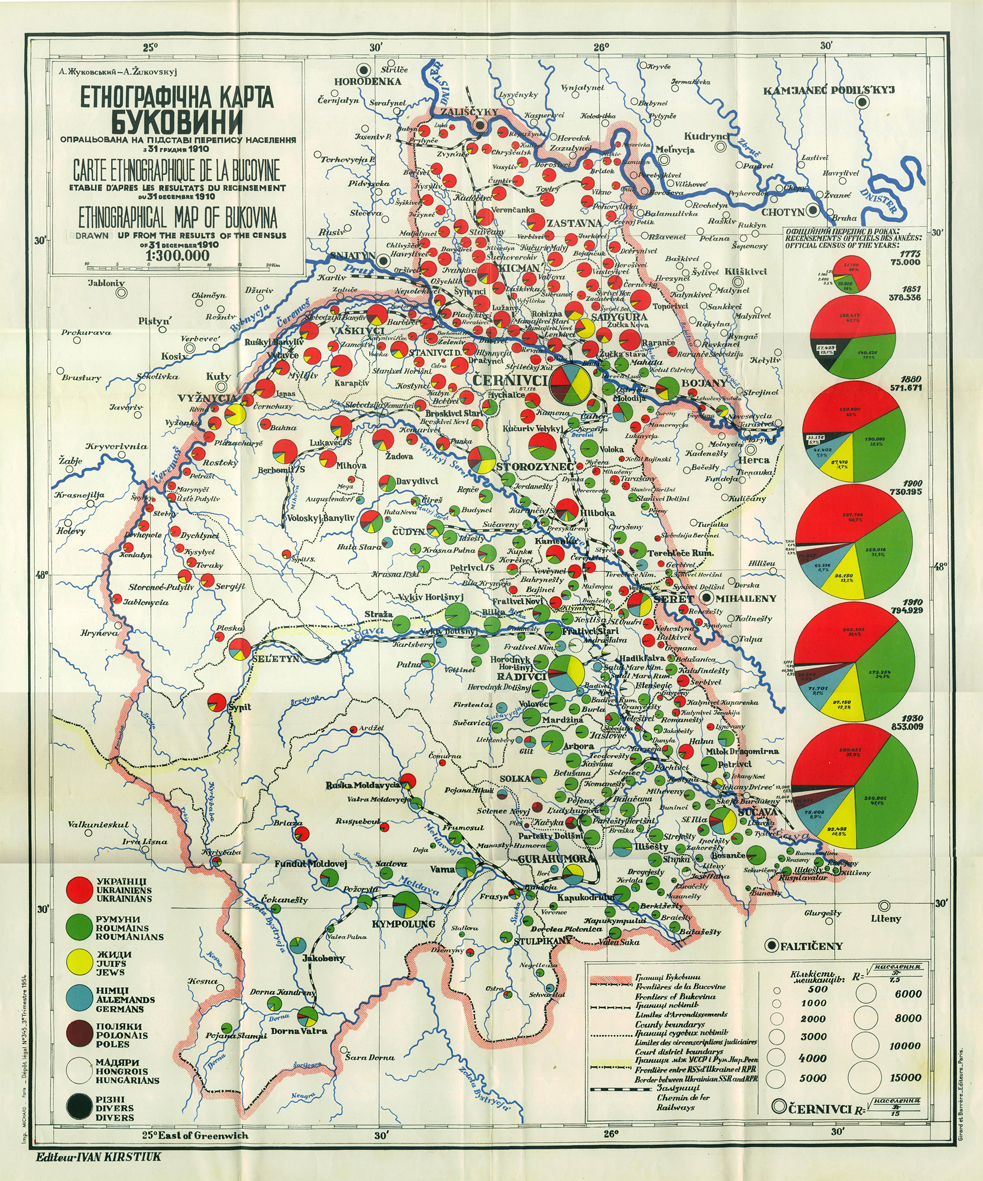
Etnikai térkép (1910)

Az 1910. évi (osztrák) népszámlálás szerint a tartomány lakossága 800 198 fő volt, ebből ruszin és ukrán 38,88%, román 34,38%, osztrák-német 21,24%, lengyel 4,55%, magyar 1,31%, szlovák 0,08%, szlovén 0,02%, olasz 0,02%, és kevés szerb, horvát, török, örmény, cigány.
Az Osztrák–Magyar Monarchia felbomlásakor, 1918. november 28-án a tartományban élő románok kimondták az egyesülést a Román Királysággal. Ekkor a román királyi hadsereg bevonult a tartományba, de az északi rész egy ideig a nacionalista Nyugat-Ukrajnai Köztársasághoz tartozott.
Az 1919. évi saint-germaini békeszerződés a tartományt Romániának adta, és elkezdődött az erőszakos románosítás. 1923–1926 között az összes nemromán iskolát bezárták.

Bukovina felosztása 1940-ben

1940 júniusában a Szovjetunió a tartomány északi felét a Molotov–Ribbentrop-paktumon is túlterjeszkedve elfoglalta és a tagköztársaságát képező Ukrajnának adta. Miután a tengelyhatalmak 1941-ben megindították a Szovjetunió elleni háborút, az elvesztett északi rész visszakerült Romániához, de a második világháborút lezáró párizsi békeszerződések értelmében újból Ukrajna része lett Csernyivci terület néven. Déli része, amely lényegében megegyezik Suceava megyével, maradt Romániánál.

## Legfontosabb városai
- Északon: Csernyivci (románul Cernăuți, németül Czernowitz)
- Délen: Szucsáva (románul Suceava), Dornavátra, Moldvahosszúmező, Radóc, Szeretvásár

## Kapcsolódó szócikk
- Bukovinai székelyek